# 青盐铁路
中国铁路青盐线，通称青盐铁路，是中华人民共和国一条连接山东省青岛市和江苏省盐城市的客货共线铁路，线路起点青岛北站，途经日照市、连云港市，终到盐城站。青盐铁路正线全长428.725km，设计速度200km/h（运营初期洋河口至日照西段限速160km/h），于2018年12月26日正式通车。
青盐铁路是《中长期铁路网规划》“八纵八横”高速铁路网中沿海通道的重要组成部分，也是中国“五纵五横”综合运输大通道中的南北沿海运输通道。青盐线的开通，将大大缩短青岛、日照、连云港、盐城北等地之间的旅途时间，同时缩短沿线各地去往北京、济南、烟威等地的列车运行时间，与盐通铁路、通沪铁路、连镇客运专线一起构成了胶东半岛至长三角东地区的快速通道。

## 历史
2008年10月中华人民共和国国家发展和改革委员会批准铁道部报送的《中长期铁路网规划（2008年调整）》，提到规划建设青岛至连云港至盐城铁路。
青盐铁路连云港至盐城段于2013年12月7日正式开建，工程投资总额260亿元；青岛至连云港段于2014年11月开工建设，工程投资估算总额238亿元。全线2018年9月开始联调联试，2018年12月26日建成通车。
2018年6月，中国铁路总公司工电部批复，青连线与连盐线合并为青盐线。
2018年12月26日，青盐铁路正式通车。
2019年12月15日，异地重建的新盐城站建成启用。12月30日，全国铁路调图，青盐铁路终点站由盐城北站调整为盐城站。

### 青连段
2009年3月1日，中国交通部与山东省人民政府联合批复了《青岛董家口港区总体规划》，规划董家口港区为国家枢纽港青岛港的重要组成部分，逐步发展成为服务腹地物资运输和临港产业开发的大型综合性港区。彼时，青岛至连云港铁路沿线分布了青岛前湾保税港区、青岛董家口港区、日照港、日照岚山港区、连云港赣榆港区和连云港港等重要港口，港口货物集疏运通道以东西向的胶济、兖石和陇海铁路为主。然而，此时区域内纵向的既有线只有胶新、兖石等铁路，技术标准低，运输能力趋于饱和，绕行距离长，无法满足日益增长的客货运输需求和经济发展。而本线建成后将成为高标准大运能的沿海铁路大通道的重要组成部分。
2009年11月26日上午11时30分，青连铁路支线董家口港区疏港铁路路基一期工程开工仪式在青岛董家口港区举行。
2009年12月18日，国家发改委批复《新建青岛至连云港铁路项目建议书》（发改基础[2009]3047号），规划的线路自城阳站引出，经青岛市城阳区、高新区、黄岛区，沿同三高速公路经胶南市，跨越两城河进入日照市，至连盐铁路石桥站，全长197公里。
2011年3月，全国人大代表纪玉君的提交《关于调整青岛-日照-连云港铁路（青岛段）布线方案的建议》议案，建议对青岛段的线路走向重新进行研究。
2013年11月26日，环保部发布《关于新建青岛至连云港铁路环境影响报告书的批复》。
2014年2月19日，国家发改委正式批复《新建青岛至连云港铁路项目可行性研究报告》。
2014年12月28日青连铁路开工建设。

### 连盐段
2010年7月，国家发展和改革委员会批复了连盐铁路可行性研究报告。
2010年12月26日，连盐铁路建设动员大会在连云港举行。
2013年12月7日，连盐铁路正式开工建设。
2018年10月19日，连盐铁路完成全线拉通试验，将进入试运行阶段。

## 线路

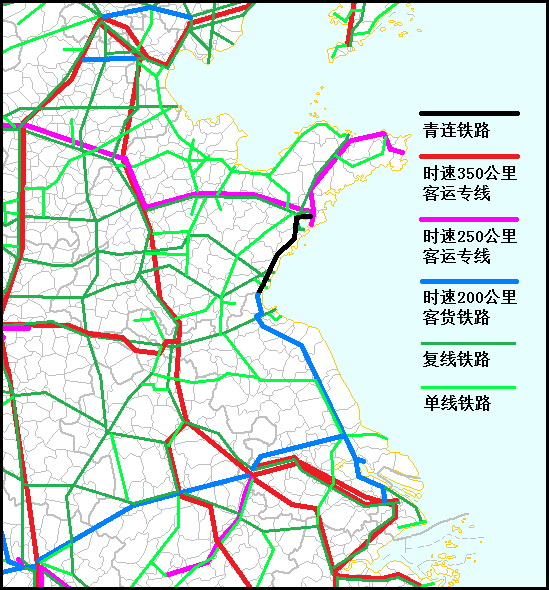
青盐铁路青连段（青连铁路）在华东铁路网中的位置

此线路为国铁I级双线电气化快速铁路，以城际客运为主、兼顾中长途旅客运输、客货并重。全线输送货物能力为每年3500万吨，客车每天80对。

### 青连段
青岛至连云港段起点为青岛铁路枢纽青岛北站，沿环胶州湾高速公路、沈海高速公路和204国道方向，沿途经过青岛市李沧区、城阳区、胶州市、黄岛区、日照市东港区、岚山区和江苏省赣榆县，终点为连盐铁路设计起点赣榆北站。青连铁路在青岛段与胶济客运专线相连，日照段与兖石铁路相连，南端连接连盐铁路，联通南黄海北部沿海三条横贯铁路干线胶济、兖石、陇海铁路。线路总长度约192.908公里，其中青岛市境内127.844公里，日照市境内57.146公里，连云港境内7.918公里，正线桥梁86座全长103.745公里，隧道1座全长1.810公里。其中青岛北至洋河段新建客运线路，货线利用胶黄线并建设相关联络线，实现客货分线。共设车站10座，其中正线设红岛、洋河、胶南、董家口、两城、奎山、岚山西7个车站，相关联络线设营海、胶东和日照3个车站，设线路所4个。另配套有青岛枢纽联络线和日照地区联络线。

### 连盐段
连云港至盐城段起点为位于江苏省赣榆县境内的青连铁路终点赣榆北站，沿沈海高速公路和204国道方向向南，途经赣榆县、连云港市新浦区、海州区、灌云县、灌南县、响水县、滨海县、阜宁县、射阳县、盐城市亭湖区，最后接入新长铁路盐城北站。正线长度234.03公里。设计规格为国铁I级双线电气化铁路，设计时速200公里。定位为客货并重，兼顾疏港、城际的铁路运输功能；客运车辆类型为动车组列车。连盐铁路为中国沿海铁路通道的重要组成部分，建成后将进一步优化和完善东部地区的铁路网结构，扩大路网覆盖范围，增强铁路运输灵活性。

### 交汇铁路
青盐线在青岛铁路枢纽与胶济线、胶济客专线、蓝烟线、胶新线、济青高速线、青荣城际线相接，在日照地区与兖石线、瓦日线和建设中的日兰高铁交会，在连云港地区与陇海线、连镇线、连徐客专线相交，在盐城地区接入新长线、徐盐线、盐通线，并通过盐通线向南经沪通线至上海。
建设青盐铁路，将胶济铁路、胶济客运专线、蓝烟铁路、青荣城际铁路、兖石铁路、陇海铁路等几大铁路干线连接；向北经蓝烟铁路、烟大铁路轮渡与东北地区连接，向南经新长铁路盐城至海安段、宁启铁路海安至南通段、沪通铁路与长三角地区相连，构成了东北地区经山东半岛至华东沿海地区间便捷的大能力铁路运输通道。山东半岛地区前往南方沿海城市将不再经济南绕转京沪铁路，青岛至上海间的铁路运输距离可由现在的1400公里缩短至800公里，时间可由现在的7小时缩短至4小时（按时速200公里计算）。由此形成衔接三条既有集疏运铁路的南北纵向铁路通道，对加强港口间沟通联系、完善东部沿海地区海铁联运格局、提高港口集疏运能力具有重要意义。

## 车站列表
山东段车站由济南局集团公司管辖，江苏段车站由上海局集团公司管辖。
| 青盐铁路 |                         |                                                                                     |        |          |        |                                                  |
| 站名     | 青島北起計 里程（公里） | 連接路線                                                                            | 所在地 | 所在地   | 所在地 | 備註                                             |
| 青島北站 | -3.598                  | 膠濟鐵路、 膠濟客運專線、 青榮城際鐵路、青岛地铁1号线、青岛地铁3号线、青岛地铁8号线 | 山东省 | 青岛市   | 李沧区 | 客运站，设计起点，不计入正线                     |
| 红岛站   | 13.600                  | 濟青高速鐵路                                                                        | 山东省 | 青岛市   | 城阳区 | 中间站                                           |
| 洋河口站 | 40.046                  | 膠黃鐵路                                                                            | 山东省 | 青岛市   | 膠州市 | 越行站，本线引入青岛枢纽客货分线车站，胶黄线改建 |
| 姜家屯站 |                         |                                                                                     | 山东省 | 青岛市   | 黄岛区 | 中继站预留车站                                   |
| 青島西站 | 69.730                  |                                                                                     | 山东省 | 青岛市   | 黄岛区 | 中间站，带货场，预留专用线接轨条件               |
| 黃家營站 |                         |                                                                                     | 山东省 | 青岛市   | 黄岛区 | 中继站预留车站                                   |
| 董家口站 | 104.250                 | 董家口港区疏港铁路、青岛地铁13号线                                                  | 山东省 | 青岛市   | 黄岛区 | 中间站，预留董家口港支线接轨条件                 |
| 兩城站   | 123.400                 |                                                                                     | 山东省 | 日照市   | 东港区 | 越行站                                           |
| 日照北站 | 140.650                 |                                                                                     | 山东省 | 日照市   | 东港区 | 预留车站                                         |
| 日照西站 | 148.400                 | 兖石铁路、 日兰高速铁路                                                             | 山东省 | 日照市   | 东港区 | 中间站                                           |
| 嵐山西站 | 177.000                 | 坪嵐鐵路                                                                            | 山东省 | 日照市   | 岚山区 | 中间站                                           |
| 贛榆北站 | 191.234                 |                                                                                     | 江苏省 | 连云港市 | 赣榆区 | 中间站                                           |
| 贛榆站   |                         |                                                                                     | 江苏省 | 连云港市 | 赣榆区 |                                                  |
| 連雲港站 | 249.6                   | 隴海鐵路                                                                            | 江苏省 | 连云港市 | 新浦区 |                                                  |
| 海州站   |                         |                                                                                     | 江苏省 | 连云港市 | 海州區 |                                                  |
| 董集站   |                         | 连镇客运专线                                                                        | 江苏省 | 连云港市 | 灌云县 | 越行站                                           |
| 灌雲東站 |                         |                                                                                     | 江苏省 | 连云港市 | 灌云县 |                                                  |
| 田樓站   |                         |                                                                                     | 江苏省 | 连云港市 | 灌南县 |                                                  |
| 響水縣站 | 330.1                   |                                                                                     | 江苏省 | 盐城市   | 响水县 |                                                  |
| 濱海港站 | 351.8                   |                                                                                     | 江苏省 | 盐城市   | 滨海县 |                                                  |
| 阜寧東站 | 382.8                   |                                                                                     | 江苏省 | 盐城市   | 阜宁县 |                                                  |
| 射陽站   | 397.8                   |                                                                                     | 江苏省 | 盐城市   | 射阳县 |                                                  |
| 鹽城北站 | 435.4                   | 新長鐵路                                                                            | 江苏省 | 盐城市   | 亭湖区 | 不办理客运服务                                   |
| 盐城站   | 445                     | 盐通铁路、 徐盐铁路、 新长铁路                                                      | 江苏省 | 盐城市   | 亭湖区 | 终点站                                           |